# Nitruro di alluminio
Il nitruro di alluminio è il composto binario covalente formato dall'alluminio con l'azoto. È un composto non molecolare avente formula minima AlN, dove sia l'alluminio che l'azoto sono entrambi tetracoordinati e tetraedrici. In condizioni ambiente si presenta come polvere bianca, ma è possibile ottenerlo in forma cristallina incolore e durissima. Il nitruro di alluminio è un tipico semiconduttore del tipo III-V. Venne ottenuto per la prima volta nel 1862 da F. Briegleb e A. Geuther, ma il suo potenziale impiego nella microelettronica fu compreso solo negli anni 1980 grazie alla sua conducibilità termica relativamente elevata.

## Produzione e stabilità
Il nitruro di alluminio si ottiene per riduzione termica dell'ossido di alluminio con carbone in atmosfera di azoto o ammoniaca, sotto pressione, a una temperatura di circa 1.600 °C, secondo le seguenti reazioni chimiche:
Al2O3 + 3 C + N2   →   2 AlN + 3 CO
2 Al2O3 + 9 C + 4 NH3   →   4 AlN + 3 CH4 + 6 CO
Un'ulteriore via sintetica è la nitrurazione diretta. Con questo metodo l'alluminio metallico (o l'ossido di alluminio) viene trasformato in nitruro di alluminio facendolo reagire con azoto molecolare o ammoniaca a una temperatura superiore a 900 °C:
{\displaystyle {\ce {2Al\ +\ N2->2AlN}}}
{\displaystyle {\ce {Al2O3 \ + \ 2NH3 -> 2AlN \ + \ 3H2O}}}
Con questi metodi si ottiene AlN sufficientemente puro per scopi chimici, ma non altrettanto per impieghi i elettronica, che prevedono raffinazioni o altre tecniche, del tipo della crescita epitassiale o della deposizione chimica da vapore.
Il nitruro di alluminio ha buona stabilità termica: riscaldato in aria, inizia a ossidarsi solo a ~700 °C; nel vuoto, si decompone a partire da ~1.800 °C; in atmosfera inerte, fonde a ~2.200 °C.
In acqua il cristallo è insolubile ma, come polvere finemente suddivisa, tende a idrolizzarsi lentamente con svolgimento di ammoniaca; reagisce lentamente con gli acidi minerali e, anche allo stato cristallino, è lentamente attaccato da soluzioni concentrate di idrossidi alcalini.

## Proprietà e struttura
Il nitruro di alluminio è un composto termodinamicamente molto stabile, ΔHƒ° = -318,0 kJ/mol e ΔGƒ° = -287,0 kJ/mol.
Il nitruro di alluminio AlN è formato dall'unione 1:1 di alluninio, avente 3 elettroni esterni (3s2 3p1), con l'azoto con 5 elettroni esterni (2s2 2p3), a formare un cristallo in cui vi sono 8 elettroni di valenza per ogni coppia di atomi Al e N, come accade per i cristalli isoelettronici di valenza del nitruro di boro BN e del silicio o del diamante. In effetti, nella sua fase più stabile a temperatura e pressione ambiente AlN cristallizza in una fase esagonale del tipo della wurtzite (w-AlN, simile a quella del diamante esagonale), gruppo spaziale P63mc (N° 186) le cui costanti di reticolo sono a = 311,14 pm e c = 497,92 pm; la durezza su scala di Mohs è molto alta, pari a 9.
Per AlN esiste anche un'altra fase avente struttura cubica, la cui struttura è del tipo blenda di zinco (zb-AlN), che però è metastabile, per la quale è previsto che possa mostrare superconduttività se sottoposta ad alte pressioni.

### Proprietà elettroniche, conducibilità elettrica e termica
Questa struttura di AlN è dotata di un bandgap diretto di 6,015 eV a temperatura ambiente. AlN è uno dei pochi materiali ad averlo al contempo così ampio e diretto: quello del dell'omologo nitruro di gallio GaN è anch'esso diretto, ma è poco più della metà (3,4 eV), mentre quello del diamante è vicino (~5,5 eV), ma è indiretto.
Per l'ampiezza del band gap il nitruro di alluminio si comporta essenzialmente da materiale elettricamente isolante ma, d'altro canto, per lo stesso motivo trova potenziale applicazione nell'optoelettronica per dispositivi che operano nell'ultravioletto lontano. A tal proposito, il suo indice di rifrazione è n = 2,1543. Inoltre, data la compattezza e simmetria della struttura cristallina, AlN è dotato di elevata conducibilità termica, cosa che lo rende molto utile per lo smaltimento di calore in microelettronica.
La conducibilità elettrica per il materiale intrinseco (non drogato), cade nell'intervallo {\displaystyle 10^{-11}-10^{-13}\,\Omega ^{-1}\mathrm {cm^{-1}} }, che sale di diversi ordini di grandezza a {\displaystyle 10^{-3}-10^{-5}\,\Omega ^{-1}\mathrm {cm^{-1}} } quando drogato. Il materiale ha alta rigidità dielettrica: la perforazione del dielettrico si verifica per campi elettrici nell'intervallo {\displaystyle 1,2-1,8\times 10^{5}\,\mathrm {V/mm} }.
Il nitruro di alluminio ha un'elevata conducibilità termica: un monocristallo di nitruro di alluminio intrinseco di alta qualità, cresciuto in MOCVD, ha una conducibilità termica di {\displaystyle 321\,\mathrm {W/(m\cdot K)} }, un valore che si accorda con calcoli teorici al riguardo. Per campioni ceramici policristallini usati come isolanti elettrici la conducibilità termica è nell'intervallo {\displaystyle 70-210\,\mathrm {W/(m\cdot K)} } mentre, per monocristalli, si trova {\displaystyle 285\,\mathrm {W/(m\cdot K)} }.

### Piezoelettricità
Data la rilevante differenza di elettronegatività esistente tra Al (1,61) e N (3,04), i legami Al−N nel cristallo sono sì covalenti, ma alquanto polari; dato poi che la struttura cristallina di AlN manca di un centro di simmetria, il nitruro di alluminio risulta piezoelettrico, con una polarizzazione elettrica che raggiunge valori ragguardevoli e maggiori che negli analoghi nitruri di indio (InN) e gallio (GaN).
Questo materiale è interessante come alternativa non tossica all'ossido di berillio. Metodi di metallizzazione sono disponibili per usare il nitruro di alluminio al posto dell'ossido di alluminio per le più importanti applicazioni elettroniche.

## Applicazioni
La principale applicazione del nitruro di alluminio è definita nel campo della conduttività elettrica.
Gli studi sperimentali si sono concentrati principalmente sulla fase wurtzite. Il nitruro di alluminio è infatti l'unico semiconduttore a gap diretto contenente una quantità di alluminio significativa da un punto di vista tecnologico: possiede infatti la più larga banda proibita di tutti i semiconduttori. È pertanto un ingrediente chiave per la maggior parte delle buche quantiche basate su nitruri. 
Attenzione crescente viene posta sull'{\displaystyle {\ce {Al_{x}In_{1-x}N}}}, che per {\displaystyle x=0,83} ha un passo reticolare che combacia con quello del nitruro di gallio (GaN). Il piegamento della banda proibita derivato dai primi studi sperimentali sembra essere talmente intenso da portare a una minore energia di gap per il composto con matching reticolare rispetto al nitruro di gallio. Dal lato teorico, il parametro di bowing sembra accostarsi a 2,53 eV, ma l'incertezza associata a questo valore è di gran lunga maggiore rispetto ad altri composti come nitruro di gallio di indio (GaInN) e nitruro di gallio di alluminio (AlGaN).
Attualmente c'è anche molta ricerca sui diodi emettitori di luce per lavorare con gli ultravioletti usando nitruro di gallio come base semiconduttrice; usando le leghe nitruro di gallio alluminio, è stata ottenuta una lunghezza d'onda di 250 nm. Nel maggio 2006 è stata ottenuta un'inefficiente emissione LED a 210 nm. La banda proibita del singolo cristallo di nitruro di alluminio è stata misurata (usando la riflessione UV del vuoto) a 6.2 eV. Questo permette di ottenere una lunghezza d'onda iniziale di circa 200 nm. Comunque, devono essere superate alcune difficoltà prima che questi emettitori diventino una realtà commerciale. Tra le applicazioni delnitruro di alluminio vi sono l'optoelettronica, come mediatore nella diffusione ottica e vi è un'applicazione nei substrati elettronici come chip carrier, dove la conducibilità termica è indispensabile, e infine in campo bellico.
Il nitruro di alluminio cristallino prodotto epitassialmente è usato anche per sensori di onde acustiche di superficie (SAW's), ottenute da wafers depositati sul silicio, grazie alle proprietà piezoelettriche del nitruro di alluminio. Agilent dopo più di un decennio di ricerca adesso produce un filtro RF usato nella telefonia mobile chiamato FBAR. Questa tecnologia è strettamente associata all'ingegneria nel campo dei MEMS.

## Reattività
La polvere di nitruro di alluminio manifesta alta idrolizzabilità. In acqua si osserva la dissociazione a idrossido di alluminio e ad ammoniaca. Le ceramiche sinterizzate non mostrano tendenza all'idrolisi.
In idrossido di sodio sia la polvere di nitruro di alluminio che la ceramica sinterizzata di nitruro di alluminio si decompongono in ammoniaca e tetraidrossialluminato di sodio:
{\displaystyle {\ce {AlN\ +\ NaOH\ +\ 3H2O->NH3\ +\ Na[Al(OH)4]}}}